# Pośrednia Płaczliwa Kazalnica

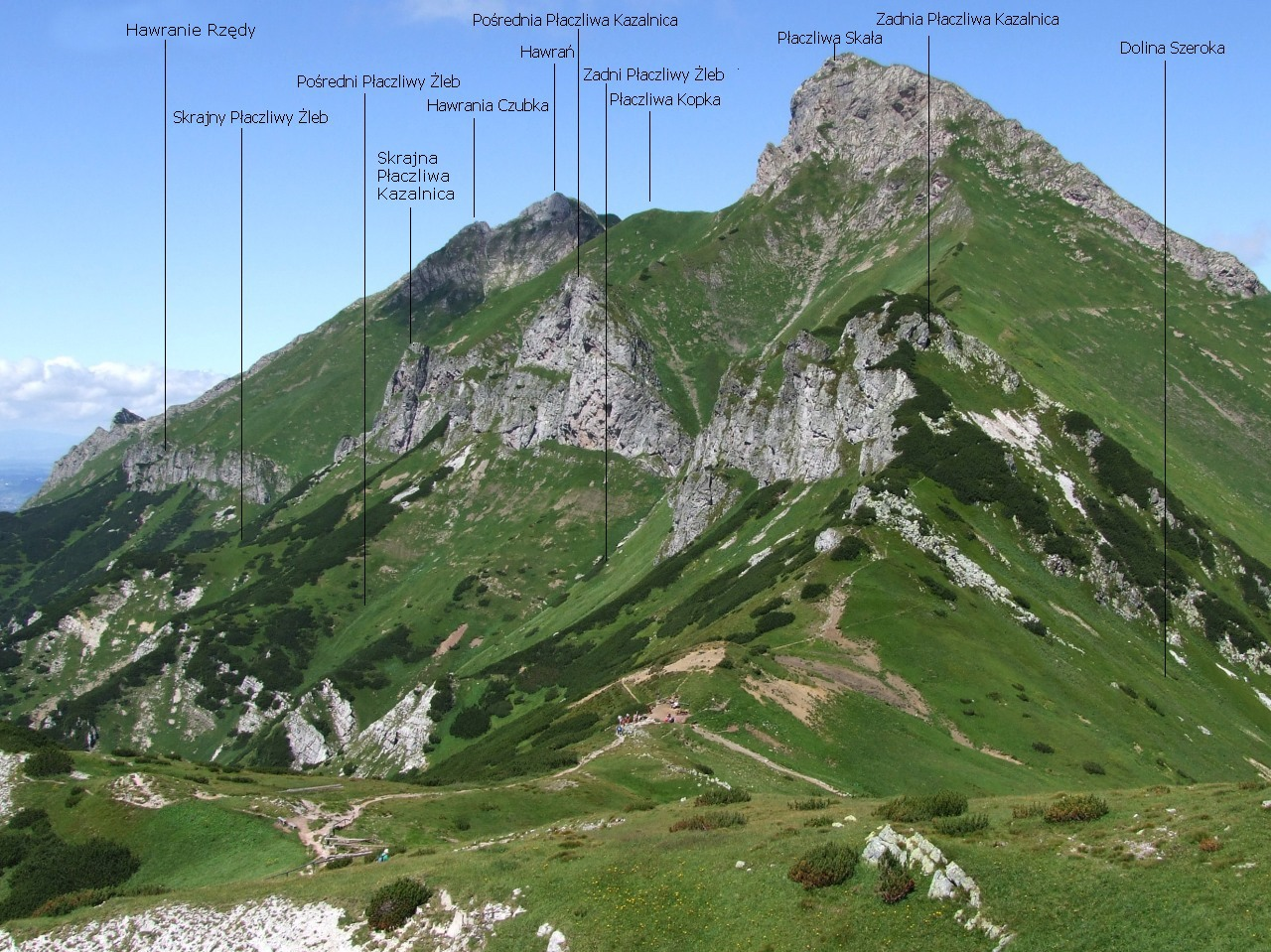

Pośrednia Płaczliwa Kazalnica – turnia znajdująca się na południowych, opadających do Doliny Zadnich Koperszadów stokach Płaczliwej Skały w słowackich Tatrach Bielskich. Jest środkową w grupie Płaczliwych Kazalnic, znajduje się pomiędzy Zadnią Płaczliwą Kazalnicą (na wschodzie) i Płaczliwą Turniczką (na zachodzie). Płaczliwe Kazalnice z kolei są częścią długiego pasa skał zwanego Wyżnimi Rzędami biegnącego południowymi stokami Tatr Bielskich.
Zbudowana jest jak całe Tatry Bielskie ze skał węglanowych. Znajduje się w trawiastej  grzędzie opadającej z południowej ściany Płaczliwej Skały. W grzędzie tej jest trawiaste, płytkie i łatwo dostępne Pośrednie Płaczliwe Siodło, a powyżej niego kopka, z której opada krótka grzęda. Pomiędzy tę grzędę a zachodnie ściany Pośredniej Płaczliwej Kazalnicy wcina się stromy żlebek. Na południową stronę natomiast opada skalistą ścianką o wysokości do 50 m. W Wyżnych Rzędach po zachodniej stronie Pośredniej Płaczliwej Kazalnicy znajduje się jeszcze kilka turniczek i głębokie wcięcie, przez które opada Pośredni Płaczliwy Żleb. Mały żlebek wcinający się w zachodnie ściany Pośredniej Płaczliwej Kazalnicy jest jego odnogą.

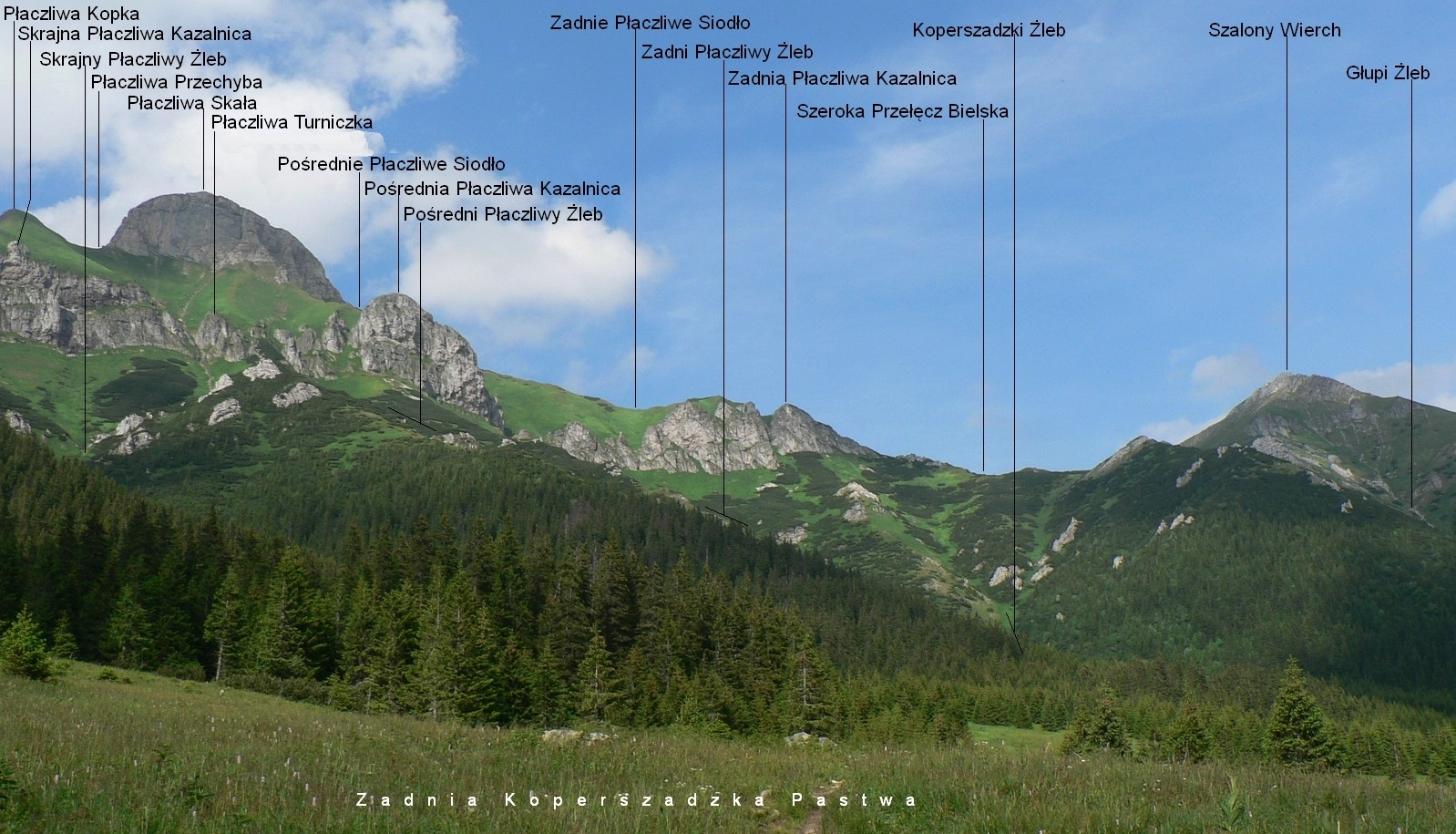